# Балка Тишківка
Балка Тишківка — балка (річка) в Україні у Лиманському районі Одескої області. Права притока Тилігульського лиману (басейнЧорного моря).

## Опис
Довжина балки приблизно 15 км, найкоротша відстань між витоком і гирлом —13,28 км, коефіцієнт звивистості річки — 1,13. Формується декількома струмками та загатами. На деяких ділянках балка пересихає.

## Розташування
Бере початок на південно-східній стороні від селища Доброслав. Тече переважно на південний схід через села Дмитрівку, Бутівку, Ранжеве, Любопіль і впадає у Тилігульський лиман.

## Цікаві факти
- У XX столітті на балці існували водокачки, молочно,-свино-тваринні ферми (МТФ, СТФ) та газові свердловини[2], а у XIX столітті — скотний двір та багато вітряних млинів[1].